# 台湾製糖
台湾製糖株式会社（たいわんせいとう）は、日本統治時代の台湾に創立され、台湾最初の新式製糖工場を建設した製糖会社である。
台糖株式会社（たいとう）は台湾製糖の後身で、かつて東京都中央区に存在した株式会社である。

## 日本統治時代

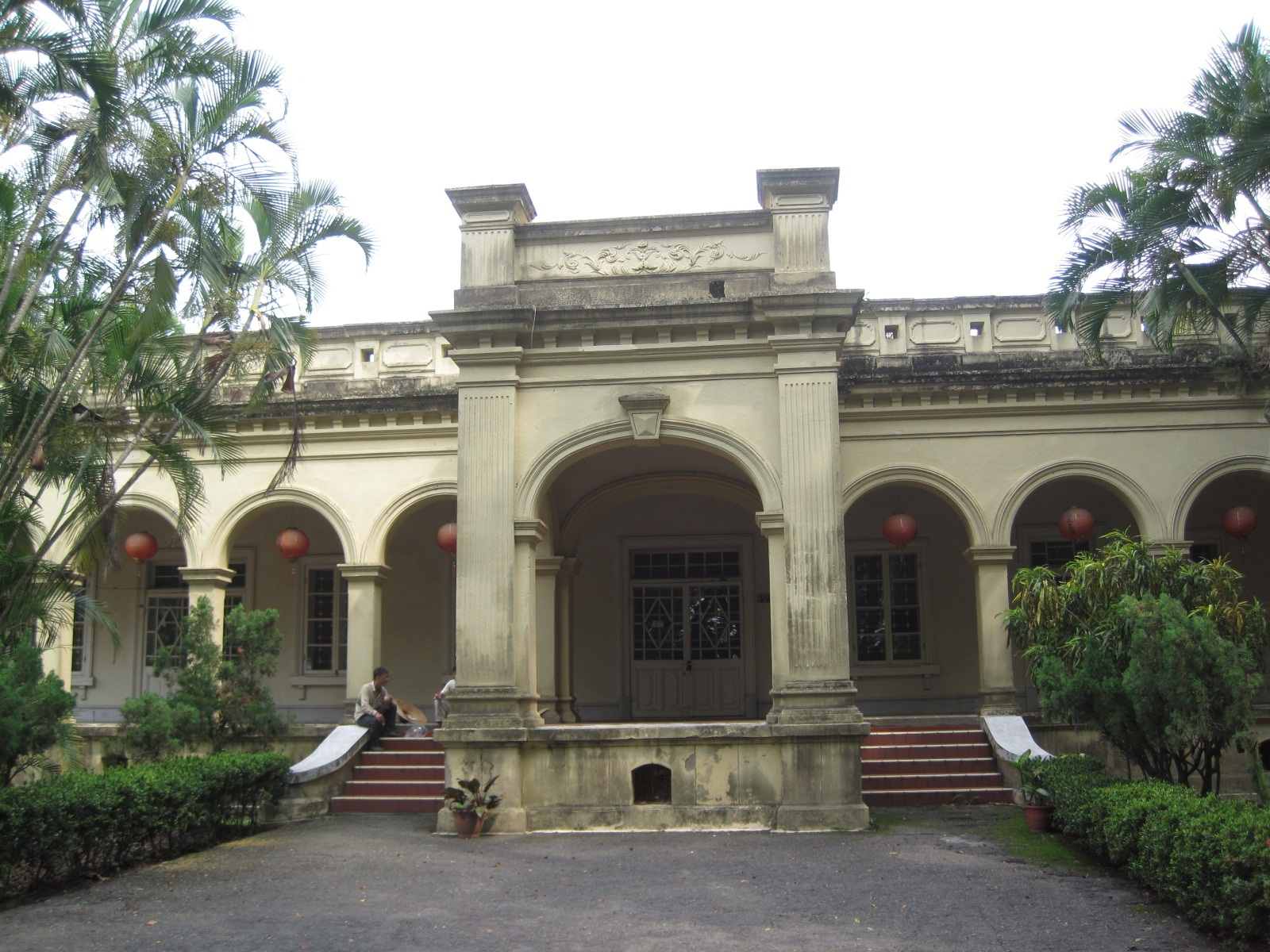
台湾製糖初代辦公庁舍（今台湾高雄市橋頭区）

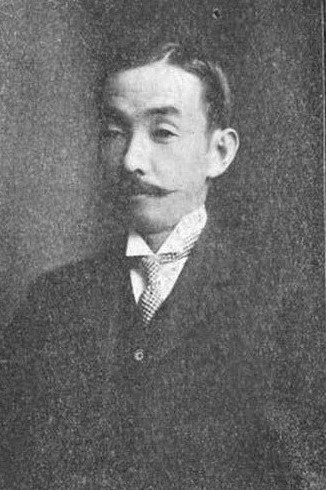
4代目社長・武智直道

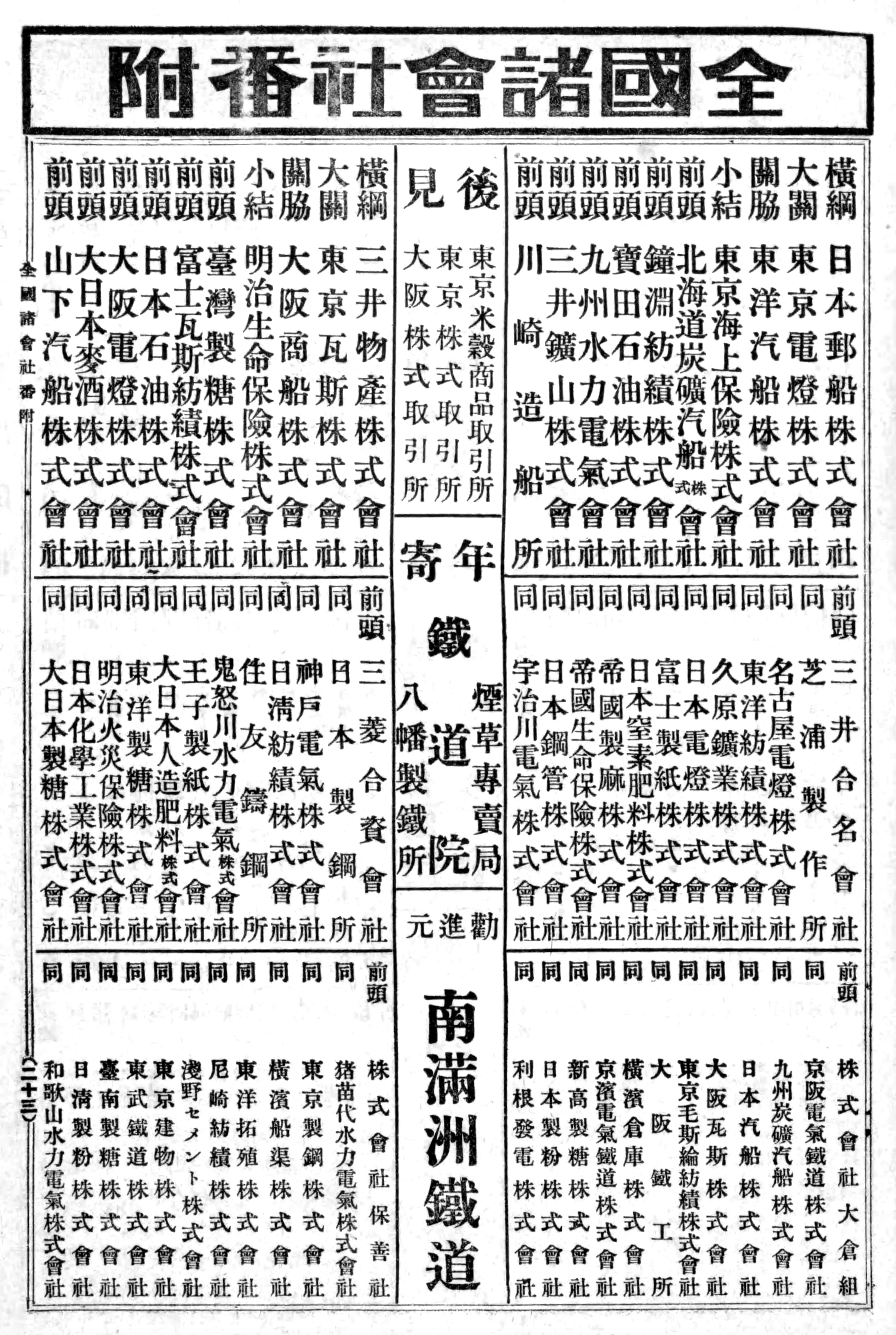
全国諸会社番付(大正12年)。前頭として掲載される。

### 設立
台湾総督府第4代総督児玉源太郎（1898年着任）及び民政長官後藤新平は、台湾植民政策の中心を産業振興ならびに経済の資本主義的発展に置き、そのまた中心を糖業奨励に置いた。そのため台湾に新式製糖会社を設立することを企画した。
彼らは財界有力者を勧説して、井上馨の政治的勢力の後援のもと三井財閥（三井物産の主導）、毛利元昭ほか95名の株主をもって1900年（明治33年）12月に設立された。設立当初の資本金は100万円であるが、そのうち1000株は宮内省が出資している。発起人に、鈴木藤三郎（初代社長）、山本悌二郎（支配人）、ロバート・W・アーウィン（相談役）、益田孝、田島信夫、上田安三郎（三井創業時からの社員）、武智直道（4代目社長。アーウィンの身内）、長尾三十郎がいる。
1907年に大東製糖、南昌製糖、1909年に台南製糖、1912年に怡記製糖、埔里社製糖、1916年に台北製糖を吸収合併。

### 総督府による補助
同社は、台南県橋仔頭庄に台湾最初の新式機械製糖工場を建設し、1902年（明治35年）1月操業を開始した。台湾総督府は、同社に対し、1900年中に1万2000円、翌1901年（明治34年）には5万5780円の補助金を交付している。同社の資本金の額に比べてみると額の大きさが注目される。

### その後の台湾の製糖業
台湾製糖株式会社の設立をきっかけとしてその後、1903年（明治36年）12月に鹽水港精糖株式会社（現・塩水港精糖株式会社）が、1906年12月に明治製糖株式会社（現・大日本明治製糖株式会社）がそれぞれ塩水港庁に設立されている。また内地に本社のあった、大日本製糖株式会社（現・大日本明治製糖）も1906年に12月に台湾へ進出している。これに対し、台湾製糖も1921年（大正10年）7月に福岡県荒木町（現・久留米市）に九州製糖工場(のちの九州製糖、株式会社ケイ・エス)を竣工。台湾で製造した原料糖を神戸・九州の2工場で精製する体制を築いた。

## 第二次世界大戦後
1946年（昭和21年）7月に内地部分については新日本興業株式会社を設立し、10月に大東殖産株式会社へ商号を変更した。1950年（昭和25年）には台糖株式会社（ファイザー株式会社の日本における源流企業）へ商号を再変更、また台湾製糖の内地にある神戸工場・営業倉庫などの残余資産を継承した。2005年（平成17年）4月、同じ三井グループの製糖会社である新三井製糖株式会社と株式会社ケイ・エスと合併し解散、新三井製糖株式会社は三井製糖株式会社と社名変更した。
九州工場は、大戦末期の1943年（昭和18年）に森永製菓に譲渡され、戦後は醸造工場として清酒や焼酎を製造。1953年（昭和28年）に森永醸造本社工場となり、福徳長酒類九州工場となった現在も、台湾製糖時代の建物がそのまま使われている。
尚、台湾においては上記の台湾・塩水港・大日本・明治の製糖会社4社の台湾における資産を国民政府が接収・合併させ、1946年5月に台湾糖業公司を設立させている。台湾でも通称「台糖」と呼ばれている。